# 速遞
速遞（英語：Courier），是指寄送物品的服務，屬於物流的範疇之一，與郵遞相當類似，但快遞可寄送比較大件的物品，例如書籍、網路購物物品等。除了專門提供快遞服務的業者外，各地的郵政系統也多有快遞服務。除了較快送抵目的地及必須簽收外，現時很多速遞業者均提供貨物追蹤功能、送遞時間的承諾及其他按客戶需要提供的服務。因此，速遞的收費比一般郵遞昂貴。
速遞業者可以不同的規模運作，小至服務特定市鎮，大至區域、跨國甚至是全球服務。